# Ryūji Tabuchi
Ryūji Tabuchi (jap. 田渕 龍二, Tabuchi Ryūji; * 16. Februar 1973 in der Präfektur Tokushima) ist ein ehemaliger japanischer Fußballspieler.

## Karriere
Tabuchi erlernte das Fußballspielen in der Schulmannschaft der Tokushima Commercial High School. Seinen ersten Vertrag unterschrieb er 1991 bei Otsuka Pharmaceutical. Der Verein spielte in der zweithöchsten Liga des Landes, der Japan Soccer League Division 2. Für den Verein absolvierte er 113 Spiele. 1997 wechselte er zum Ligakonkurrenten Consadole Sapporo. 1997 wurde er mit dem Verein Meister der Japan Football League und stieg in die J1 League auf. Am Ende der Saison 1998 stieg der Verein in die J2 League ab. 2000 wurde er mit dem Verein Meister der J2 League und stieg wieder in die J1 League auf. Für den Verein absolvierte er 170 Spiele. 2003 wechselte er zum Ligakonkurrenten Vissel Kōbe. Für den Verein absolvierte er 13 Erstligaspiele. Ende 2003 beendete er seine Karriere als Fußballspieler.